# Jan Kaczmarek (Politiker)
Jan Kaczmarek (* 1. August 1895 in Bochum; † 21. Juli 1977 in Washington, D.C.) war ein deutsch-polnischer Politiker.

## Leben
Jan Kaczmarek war als Sohn polnischer Eltern in der damals preußischen Bergarbeiterstadt Bochum geboren. In den Jahren 1919–1921 war er Mitorganisator einer Polnischen Volksuniversität (Polski Uniwersytet Ludowy) im heutigen Nordrhein-Westfalen, wo er als Dozent tätig war. Jan Kaczmarek war ein führender Funktionär beim „Bund der Polen in Deutschland“ sowie im „Verband der nationalen Minderheiten in Deutschland“. Diese beiden Organisationen vertrat er von 1925 bis 1938 als ständiger Delegierter im Europäischen Nationalitätenkongress.
Als akkreditierter Leiter der polnischen Militärmission arbeitete er während des Zweiten Weltkriegs im Hauptquartier des US-amerikanischen Generals und späteren Präsidenten Dwight D. Eisenhower. Nach 1945 emigrierte er in die USA. Jan Kaczmarek starb 1977 im Washington.